# Münsterhausen
Münsterhausen är en köping (Markt) i Landkreis Günzburg i Regierungsbezirk Schwaben i förbundslandet Bayern i Tyskland.
Köpingen ingår i kommunalförbundet Thannhausen tillsammans med staden Thannhausen och kommunen Balzhausen.